# Флаг Раховского района
Флаг Раховского района — один из официальных символов Раховского района Закарпатской области, утвержден 27 ноября 2001 года решением сессии Раховского районного совета.

## Описание
Флаг района представляет собой прямоугольное полотнище с соотношением сторон 2:3. По вертикали флаг разделен на две части. Часть от древка шириной в 1/3 длины флага разделена по горизонтали на семь одинаковых полос желтого (3 полосы) и синего (4 полосы) цветов. Вторая часть, зеленого цвета, занимает 2/3 длины флага. В её центре размещено изображение эдельвейса альпийского.
Оборотная сторона флага имеет зеркальное изображение.